# Mateu Fletxa el Jove

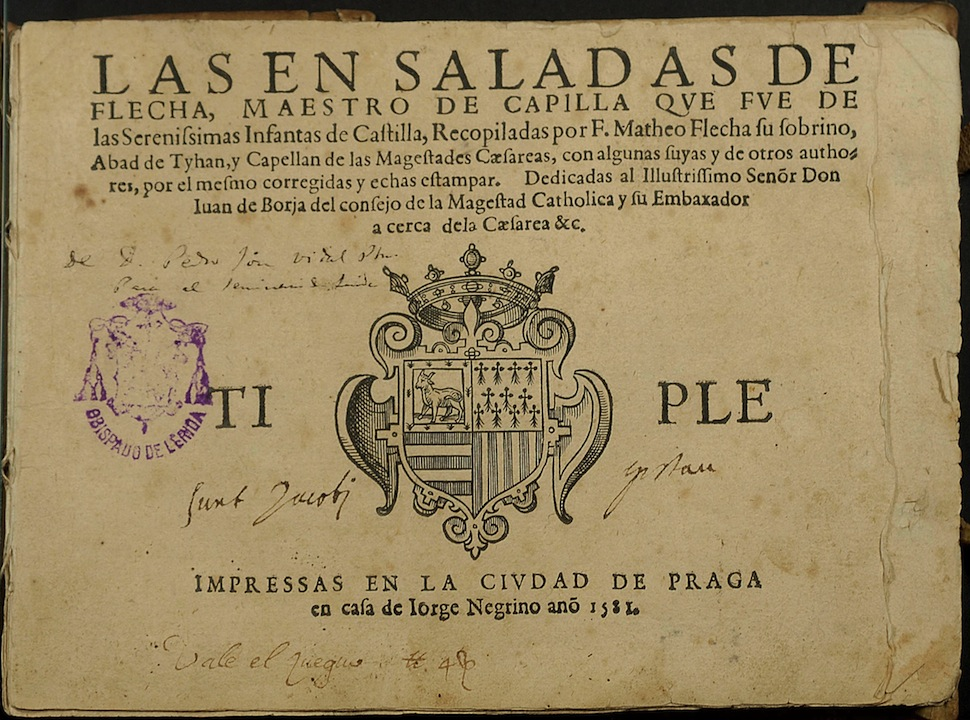
Portada de les Ensaladas publicades per Mateu Fletxa el Jove

Mateu Fletxa el Jove (Prades, Baix Camp, 1530 - Sant Pere de la Portella, Berguedà, 20 de febrer de 1604) fou un compositor català, nebot de Mateu Fletxa el Vell
Prengué l'hàbit carmelita a València. Molt apreciat per Sixt V, fou insigne músic i prefecte dels músics de Carles V. Després de residir a Itàlia durant un període incert, el 1564 era capellà de l'emperadriu Maria d'Habsburg, muller de Maximilià II del Sacre Imperi Romanogermànic, i més tard fou cantor de la capella imperial. En morir Maximilià, l'emperador Rodolf II el nomena d'abat de Tihanny (Plattensee, Hongria). Fletxa visità la península Ibèrica els anys 1570, 1581 i 1586, a fi de reclutar cantors per a la capella imperial.
Les seves obres principals foren editades a Venècia i a Praga, ciutat que havia visitat unes quantes vegades. A Venècia publicà Il 1.° libro de madrigali a 4 et 5 (1568), recull de 31 madrigals. A Praga feu imprimir, el 1581, tres llibres de música polifònica: el Libro de música de punto, en quatre volums i perdut, Divinarum completarum psalmi, incomplet, i Las ensaladas, dedicades a Joan de Borja i Castro. Aquesta última col·lecció conté vuit ensalades de Fletxa el Vell, tres de Fletxa el Jove, dues de Pere A. Vila, una de Cárceres i una de Xacón. El 1593 publicà a Praga un llibre poètic a la mort de la reina de França Elisabet d'Àustria. Dues obres notables seves, conservades en forma manuscrita, són Harmonia a 5, per a cinc instruments de corda, i un Miserere a 4 veus. El 1599 Felip III de Castella el nomenà abat del monestir de la Portella, lloc on es retirà.